# كول أنتوني
كول هينتون أنتوني (ولد في 15 ماي 2000) هو لاعب كرة سلة أمريكي محترف لفريق أورلاندو ماجيك التابع للاتحاد الوطني لكرة السلة . لعب كرة سلة جامعية لصالح فريق نورث كارولينا تار الكعوب. طوله 6 قدم 3 بوصة (1.91 متر) ووزنه 185 رطل (84 كيلوغرام) يلعب في مركز لاعب هجوم خلفي .
ابن جريج أنتوني ، الذي لعب 11 موسمًا في الرابطة الوطنية لكرة السلة ، نشأ في مانهاتن ، نيويورك وحضر مدرسة رئيس الأساقفة مولوي الثانوية قبل أن ينتقل إلى أكاديمية أوك هيل في سنته الأخيرة. تم تصنيفه على أنه مجند من فئة الخمس نجوم بالإجماع وأفضل حارس في فئة 2019. بصفته أحد كبار السن، حصل على تكريم فريق الولايات المتحدة الأمريكية اليوم جميع الولايات المتحدة الأمريكية الأول وحصل على لقب اللاعب الأكثر قيمة في لعبة ماكدونالدز جميع الامريكيين ، و ماركة جوردان كلاسيك، و قمة نايكي هوب . في موسمه الجديد في ولاية كارولينا الشمالية، حصل على أوسمة الفريق الثالث من All-ACC على الرغم من غيابه لمدة ستة أسابيع بسبب الإصابة.

في عام 2018، قاد أنتوني الولايات المتحدة إلى الميدالية الذهبية وتم اختياره ضمن فريق البطولة في بطولة الأمريكتين لكرة السلة تحت 18 عامًا في سانت كاثرينز، أونتاريو.

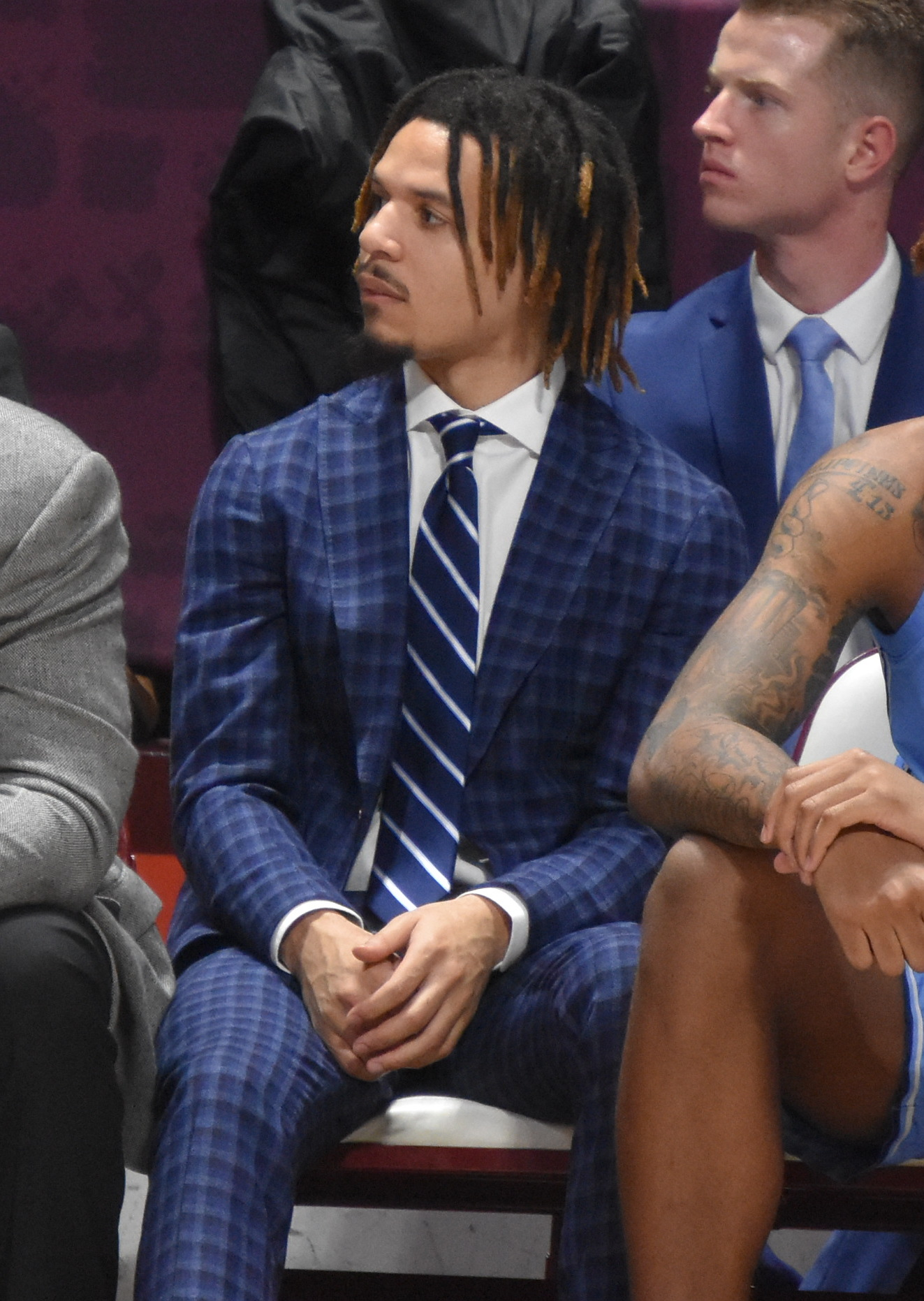
أنتوني يجلس على مقاعد البدلاء في ولاية كارولينا الشمالية بسبب إصابة في الركبة في يناير 2020.

## الحياة الشخصية

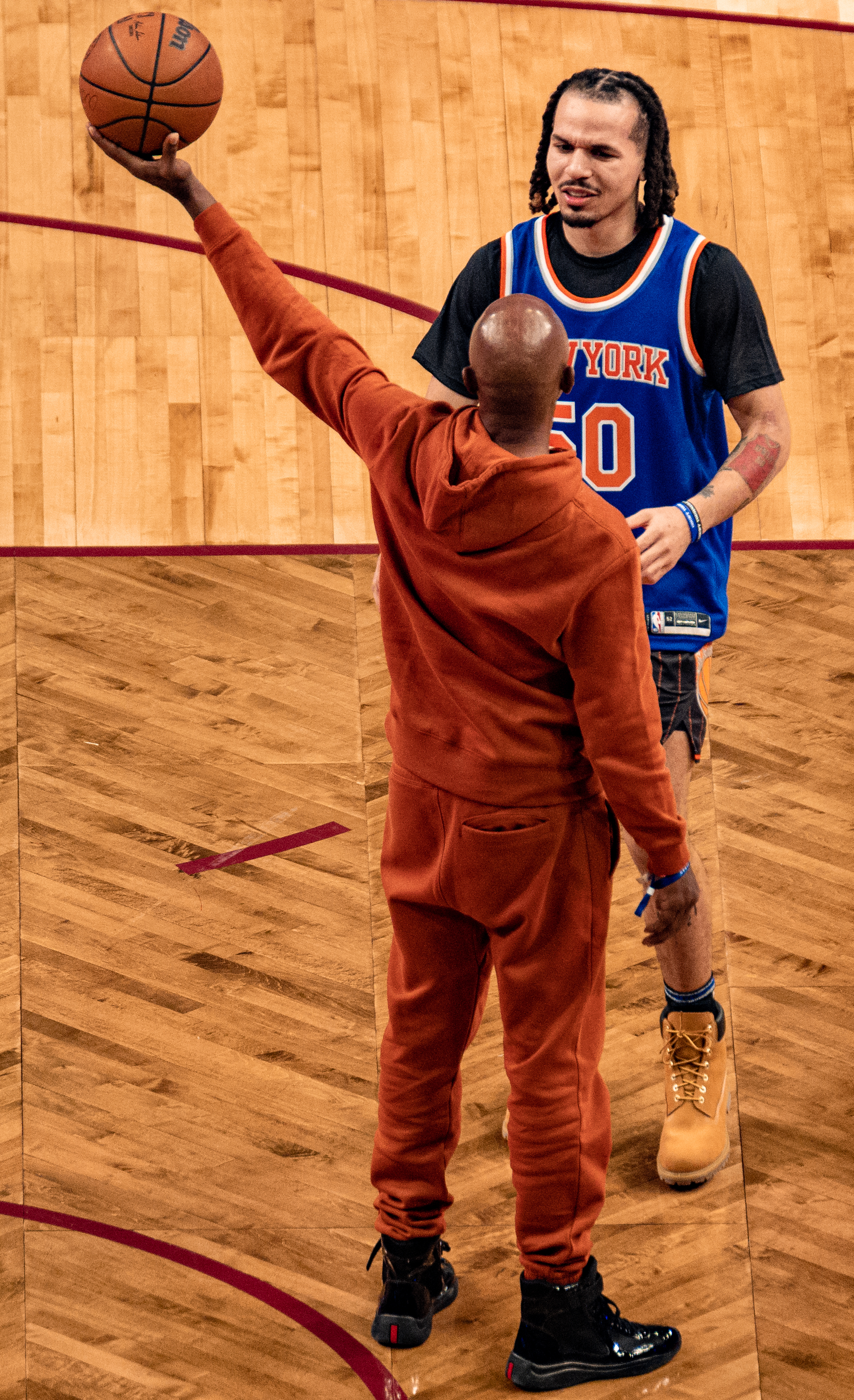
أنتوني مع والده جريج خلال مسابقة NBA Slam Dunk لعام 2022

أنتوني هو ابن جريج أنتوني وكريستال مكراري وربيب ريموند ماكجواير . كان جريج أنتوني عضوًا في فريق البطولة الوطنية UNLV 1989–90 ولعب في الرابطة الوطنية لكرة السلة لمدة 11 موسمًا، قبل الانضمام إلىتلفزيون الدوري الاميركي للمحترفين وتيرنر سبورتس كمحلل ومذيع . عملت كريستال مكراري كمحامية قبل أن تصبح مؤلفة ومخرجة أفلام. مكراري هو مدير تنفيذي مصرفي في وول ستريت خاض الانتخابات التمهيدية للحزب الديمقراطي لمنصب عمدة مدينة نيويورك.

## روابط خارجية
- North Carolina Tar Heels bio
- USA Basketball bio